# Massacres de Sétif, Guelma et Kherrata
Les massacres de Sétif, Guelma et Kherrata sont des répressions sanglantes qui suivent les manifestations nationalistes, indépendantistes et anticolonialistes survenues le 8 mai 1945 dans le département de Constantine pendant la colonisation française de l'Algérie. Ces évènements se déroulent pendant le mandat du président du gouvernement provisoire de la République française Charles de Gaulle. Ils durent sept semaines et prennent fin le 26 juin 1945.
Pour fêter la fin des hostilités de la Seconde Guerre mondiale et la victoire des Alliés sur les forces de l'Axe en Europe, un défilé est organisé. Les partis nationalistes algériens, profitant de l'audience particulière donnée à cette journée, appellent à des manifestations pour rappeler leurs revendications. Celle de Sétif est conduite par les nationalistes du Parti du peuple algérien (PPA), qui demandent l’autonomie depuis 1943, et exigent la libération de leur leader, Messali Hadj. Les manifestations sont autorisées par les autorités à la condition que seuls des drapeaux français soient agités. À Sétif, après des heurts, un policier tire sur Bouzid Saâl, un scout musulman âgé de 26 ans, tenant un drapeau de l'Algérie, et le tue, ce qui déclenche plusieurs émeutes et actions meurtrières des manifestants, avant que l'armée n'intervienne.
Il y a cent deux morts parmi les Européens. Le nombre des victimes algériennes, difficile à établir, est encore sujet à débat quatre-vingt ans plus tard. Les autorités françaises de l'époque fixent le nombre de tués à 1 165 (rapport du général Duval). Le gouvernement algérien reprend, par la suite, le nombre de 45 000 morts avancé par le Parti du peuple algérien. En juillet 1945, devant l'Assemblée, le parti communiste algérien demande au ministre de l'Intérieur d'annoncer 15 000 victimes. Les estimations récentes des historiens vont de 5 000 à 30 000 morts.
Commémorée chaque année en Algérie, « la tentative insurrectionnelle avortée de 1945 a servi de référence et de répétition générale à la Toussaint rouge de 1954 » et même de « premier acte de la guerre d'Algérie ». L'ambassadeur de France en Algérie, dans un discours officiel à l'université de Sétif en février 2005, a décrit cet événement comme une « tragédie inexcusable ».

## Prélude

### Le contexte
La mise en œuvre des principes de la révolution nationale et des lois du régime de Vichy en Algérie, en particulier par Weygand, avait concouru à y maintenir l'ordre colonial. Mais, avec le débarquement américain en novembre 1942, les conditions politiques changent. L'entrée en guerre de l'Afrique du Nord aux côtés des Alliés qui se prépare se traduit par une importante mobilisation : 168 000 Français d'Afrique du Nord sont mobilisés, soit vingt classes. La population d'Européens en Afrique du Nord étant à cette époque de 1 076 000 personnes, l'effectif sous les drapeaux en représentait 15,6 %, soit une personne sur six ou sept. Il faut donc souligner la faiblesse des effectifs laissés sur place.
Pour la première fois est appliquée la conscription aux musulmans qui jusqu'alors en étaient dispensés, ce qui en conduit environ, sur quelque sept millions, 150 000 sous les drapeaux. Ferhat Abbas, dirigeant des Amis du manifeste et de la liberté, demande que les musulmans qui s'apprêtent à entrer en guerre soient assurés de ne pas rester « privés des droits et des libertés essentielles dont jouissent les autres habitants de ce pays ».
Le 7 mars 1944, le Comité français de libération nationale adopte une ordonnance attribuant d'office la citoyenneté française, sans modification de leur statut civil religieux (qui était considérée comme une apostasie de l'islam par l'association des oulémas lors de la décennie précédente), à tous les indigènes disposant de décorations militaires et de divers diplômes tels que le certificat d'études, etc. En 1945, environ 62 000 combattants en bénéficient, ce qui suscite diverses oppositions dans certains milieux européens en Algérie. Les dirigeants nationalistes algériens espèrent alors beaucoup de la première réunion de l'Organisation des Nations unies à San Francisco le 29 avril 1945.
Messali Hadj, chef du principal mouvement nationaliste algérien, le Parti du peuple algérien, interdit, reste quant à lui emprisonné et c'est le 1er et le 8 mai 1945 que plusieurs manifestants ont appelé à sa libération.

### Mouvement nationaliste algérien

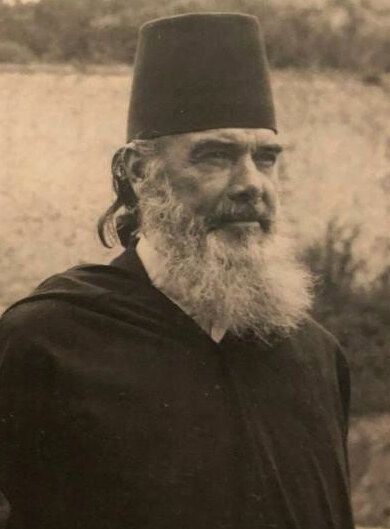
Messali Hadj.

Le 11 mars 1937, Messali Hadj fonde le parti nationaliste Parti du peuple algérien (PPA), qui réclame l'indépendance. À Guelma, dès le mois d'avril 1937, Messali Hadj rassemble 600 partisans lors d'une réunion publique. En 1939, Guelma comptait une section PPA, composée essentiellement de très jeunes hommes qui diffusaient le journal messaliste El Ouma.
Le 14 août 1941 est adoptée la charte de l'Atlantique, une déclaration solennelle de Franklin Delano Roosevelt qui appelle à respecter « le droit qu'ont tous les peuples de choisir la forme de Gouvernement sous laquelle ils entendent vivre », qui est largement commentée dans les milieux nationalistes[réf. nécessaire].
Dès l'été 1943, les services de renseignement alliés et français constataient que l'Algérie était au bord de l'explosion. Un rapport du Psychological Warfare Branch (PWB), portant sur la période juillet-septembre 1943 et que relate l'historien Alfred Salinas dans son ouvrage Les Américains en Algérie 1942-1945 (L'Harmattan, 2013, p. 370), fait état des observations recueillies dans le Constantinois par un informateur français qui écrit notamment : « Les sentiments anti-alliés dominent maintenant très nettement chez les Arabes et la proportion des agitateurs ne cesse de grandir. Le sabotage pour créer des mécontents continue de plus belle dans les douars où aucune surveillance n'est opérée. Le ravitaillement est toujours aussi lamentable […] il y a collusion pour envoyer à l'Armée des êtres mal formés, des estropiés. Les éléments sains restent chez eux. L'insoumission devient une règle. Toute cette contrée est acquise à Ferhat Abbas et professe maintenant les idées de son chef. Elle oppose aux décisions de l'autorité une résistance passive et quelquefois active. Les gendarmes et les autorités sont exécrées, les Européens deviennent des ennemis ouverts […], les vols se succèdent, le marché noir reprend une ardeur inaccoutumée, en un mot on distingue les signes précurseurs d'un mauvais état moral de ces populations jusque-là assez calmes ».
À cette période, Ferhat Abbas réunit toutes les forces politiques algériennes (élus, membres du PPA et oulémas) autour d’un projet politique commun : le manifeste du peuple algérien. Le 17 janvier 1943, se réunissent à Alger, chez l’avocat et homme politique Ahmed Boumendjel, des personnalités représentant le PPA comme Lamine Debaghine et Asselah Hocine, des membres de l’association des oulémas comme Larbi Tebessi et Ahmed Taoufik El Madani, des représentants des élus musulmans comme le docteur Abdennour Tamzali, Ghersi Ahmed et Cadi Abdelkader et le président de l'Association des Étudiants Musulmans d'Afrique du Nord (AEMAN) Mohammed el Hadi Djemame. Ferhat Abbas fut chargé d'écrire le texte du manifeste, qu’il rédigea à Sétif, dans une pièce au-dessus de sa pharmacie. Messali Hadj, par l"intermédiaire de messagers, approuve le manifeste publié le 10 février 1943, il y ajoute un additif pour la « constituante souveraine » en avril-juin 1943. Les AML (Amis du Manifeste des libertés) sont créés en mars 1944 pour le défendre, et appelleront aux manifestations du 8 mai 1945.
Le 14 avril 1945, à Guelma, ont lieu des réunions privées entre colons à la caisse agricole pour la création d'une milice armée illégale. Des armes sont distribuées aux 176 colons miliciens, ainsi que 23 véhicules et les camions du minotier Marcel Lavie sont mis à leur disposition par le sous-préfet André Achiary. Le 15 avril 1945, le bureau des AML organise un repas à l'hôtel grand Orient de Mohamed Reggi, où Ferhat Abbas soutient Mohamed Reggi pour représenter les musulmans aux futures élections locales.
Au printemps 1945, l'ambiance est tendue parmi la population européenne où circulent des bruits alarmistes prédisant un soulèvement musulman, d'autant que l'Algérie connaît depuis quelques mois une situation alimentaire catastrophique, résultat de l'absence de presque tous les hommes valides. Messali Hadj, principal dirigeant du Parti du peuple algérien (PPA), est déporté à Brazzaville le 23 avril 1945. Le PPA organise le 1er mai, dans tout le pays, des manifestations qui se veulent pacifiques et sans armes, et pour la première fois est brandi un « drapeau algérien ». Les manifestations se passent dans le calme sauf à Alger et Oran où ont lieu des affrontements avec la police ; la répression est brutale et fait plusieurs morts, deux à Alger et un à Oran. Quelques jours plus tard, c'est l'annonce de la reddition allemande et de la fin de la guerre : des manifestations sont prévues un peu partout pour le 8 mai.
Selon Benjamin Stora, les Français pensaient déjà depuis 1939 que les nationalistes d'Afrique du Nord étaient pilotés par les fascistes italiens ou les nazis allemands et que le Parti du peuple algérien était proche du Parti populaire français, bien que Messali Hadj ait soutenu avant guerre le Front populaire et la République espagnole. Ce sentiment fut renforcé par le fait que le soulèvement eut lieu le jour de la victoire.

### Le 8 mai 1945 à Sétif

Déroulement de la manifestation du 8 mai 1945 à Sétif.

À Sétif, une manifestation nationaliste, géographiquement séparée des manifestations officielles, est autorisée à condition qu'elle n'ait pas de caractère politique : « aucune bannière ou autre symbole revendicatifs, aucun drapeau autre que celui de la France ne doit être déployé. Les slogans anti-français ne doivent pas être scandés. Aucune arme, ni bâtons, ni couteaux ne sont admis ».
Cette manifestation commence à envahir les rues dès 8 h, estimée à plus de 10 000 personnes, chantant l'hymne nationaliste Min Djibalina (De nos montagnes), défilent avec des drapeaux des pays alliés vainqueurs et des pancartes « Libérez Messali », « Nous voulons être vos égaux » et « À bas le colonialisme ». Vers 8 h 45 surgissent des pancartes « Vive l'Algérie libre et indépendante » et en tête de la manifestation Aïssa Cheraga, chef d'une patrouille de scouts musulmans, arbore un drapeau vert et rouge. Tout dérape alors : devant le café de France, avenue Georges Clemenceau, le commissaire Olivieri tente de s’emparer du drapeau, mais est jeté à terre. Selon un témoignage, des Européens en marge de la manifestation assistant à la scène se précipitent dans la foule. Les porteurs de banderoles et du drapeau refusent de céder aux injonctions des policiers. Des tirs sont échangés entre policiers et manifestants.

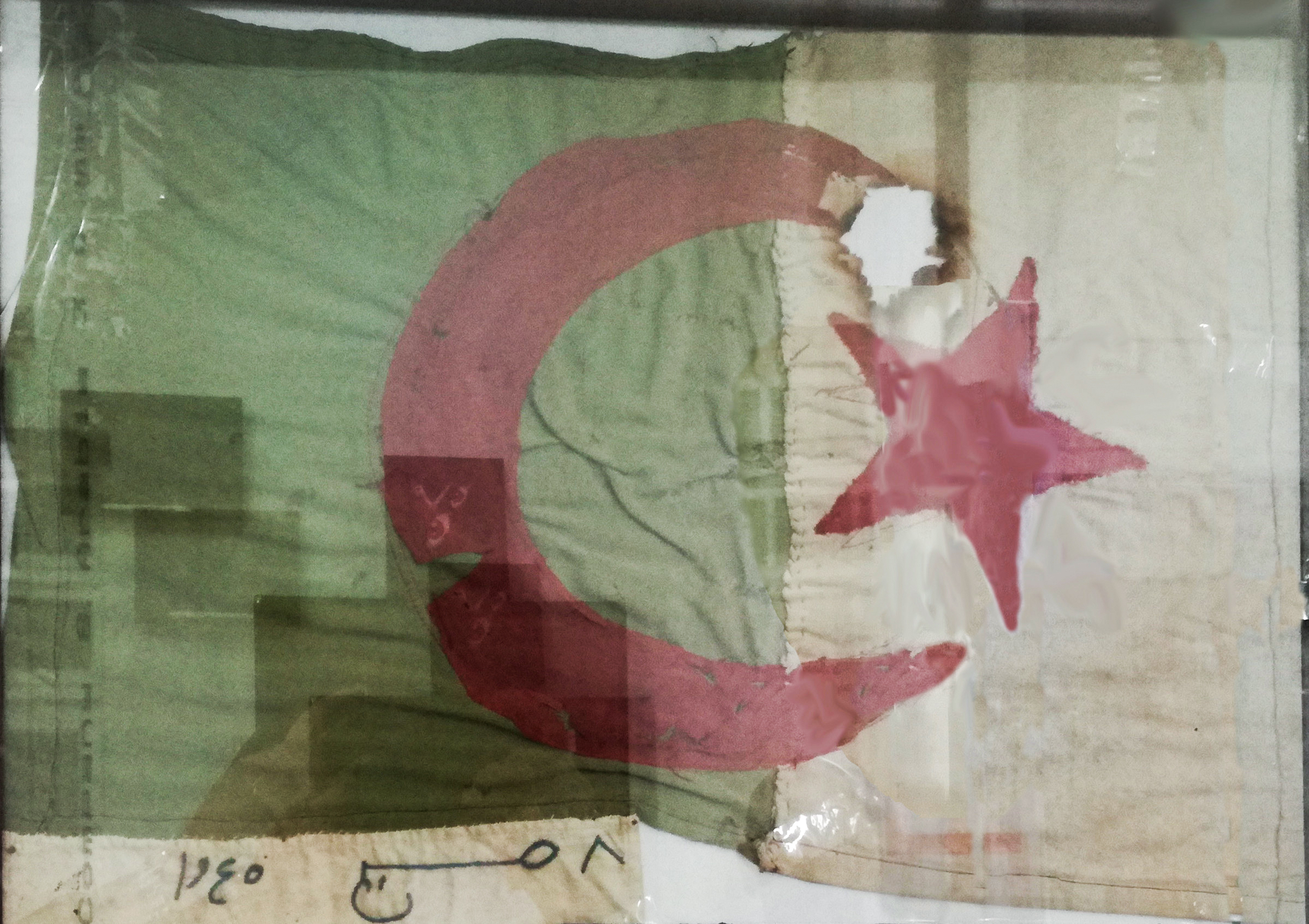
« L'emblème national porté par le chahid Bouzid Saâl lors des manifestations du 8 mai 1945 » (musée du moudjahid de Sétif).

Un jeune homme de 26 ans, Bouzid Saâl, s'empare du drapeau (blanc et vert avec croissant et étoile rouges, couleurs et symbole qui deviendront, en 1962, le drapeau officiel de l'Algérie) mais est abattu par un policier. Les manifestants en colère s'en prennent aux Français, au cri de « n'katlou ennessara » (« tuons les Européens », le mot 'nessara' signifiant « chrétiens »), et font en quelques heures 28 morts et 48 blessés chez les Européens. Il y aurait de 20 à 40 morts et de 40 à 80 blessés chez les « indigènes ». Albert Denier, secrétaire local du Parti communiste algérien, est grièvement blessé à plusieurs endroits, les manifestants l'ayant pris pour un colonialiste en raison de son chapeau. Il doit subir une amputation médicale des deux bras en raison de ses blessures aux poignets.
L'armée fait défiler les tirailleurs algériens, qui n'ont pas tiré, mais, alors que l'émeute se calme à Sétif, dans le même temps, des émeutes éclatent aux cris du « djihad » dans la région montagneuse de petite Kabylie, dans les petits villages entre Bougie et Djidjelli. Des fermes européennes isolées et des maisons forestières sont attaquées et leurs occupants assassinés, souvent dans des conditions particulièrement atroces.

### Le 8 mai 1945 à Guelma

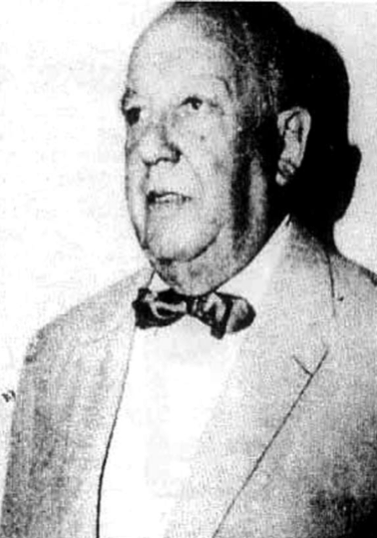
André Achiary, sous préfet de Guelma, au moment des évènements, responsable de massacre de centaines d'Algériens par le biais de milices coloniales.

Le mouvement s'étend très rapidement, et, l'après-midi même à Guelma, une manifestation s'ébranle. À 16 h, les manifestants démarrent du cimetière Kermat (place des figuiers). Ils ont pour consigne de ne pas porter d’armes blanches. Ils sont de 1 500 à 2 000 jeunes et enfants de Guelma, et de 400 à 500 paysans des douars des environs venus pour le marché. Ils arboraient les drapeaux de la France, des Alliés et de l'Algérie et des pancartes « Vive la démocratie », « Vive l'Algérie », « Libérez Messali », « Vive la charte transatlantique » ou encore « À bas le colonialisme ». Les manifestants marchaient en ordre, et chantaient l'hymne nationaliste Min Djibalina, en criant à intervalles réguliers « Vive la liberté algérienne », en soulevant l'index de la main droite, symbole du monothéisme musulman (tawhid). À 18 h 30, le cortège arrive à la place Saint-Augustin, au centre-ville, où venaient de s'achever les cérémonies officielles françaises de célébration du 8 mai que suivaient la plupart des chefs des AML de Guelma à partir du café glacier de Mohamed Reggui. Les Français furent effrayés par le bruit de la manifestation arrivée en plein quartier européen, notamment le sous-préfet André Achiary. Il se précipita, en compagnie du premier adjoint au maire socialiste Marcel Champ, du militant communiste Fauqueux, de l'instituteur socialiste Henri Garrivet (futur maire), du président du consistoire israélite Attali, et de huit policiers, et dix gendarmes. Le préfet demanda aux jeunes de se disperser. Les 40 scouts de la troupe Enoudjoum figuraient en costume au premier rang. Mais sous la pression des derniers rangs, le cortège continua d'avancer, Achiary fut bousculé par Ali Abda (20 ans) et frappé par un manifestant. Achiary sortit son revolver et tira un coup en l'air, sur le drapeau algérien, qu'il arracha. Les policiers et les gendarmes l'imitèrent, puis chargèrent. Le secrétaire des AML de Millésimo, Mohamed Salah Boumaaza, fut tué d'un coup de feu, et six autres manifestants furent grièvement blessés. Alors il y eut un mouvement de panique parmi les manifestants. Les jeunes fuyaient, les gendarmes les suivaient, les frappaient et tiraient en l'air. Des coups de feu étaient tirés également des maisons sur les manifestants. Il y eut beaucoup de blessés, dont un mortellement blessé qui décéda à minuit. Les manifestants furent refoulés hors de Guelma. Les officiers de garnison occupèrent alors les carrefours en faisant des barrages (avec mot de passe), les cafés furent fermés et un couvre-feu fut instauré.
Achiary ordonna l'arrestation des membres du bureau des AML qui étaient au café glacier. La police arrêta en premier Ali Abda et son frère aîné Smaïl, membre du PPA et chef de la section AML de Guelma et leur père Amor. Ils furent brutalisés et la maison pillée. Les policiers saisirent ainsi les archives de la section des AML de Guelma, et dressèrent les listes des membres des AML qui seront arrêtés. Les AML Mohamed Oumerzoug, sergent de réserve, Abdelmadjid Ouartzi, Ahmed Douaouria, Smaïl Belazoug, Mohamed Baddache et Mohamed Boulouh furent arrêtés également le jour même à leur domicile et enfermés dans le « cachot de la mort » à la gendarmerie où ils furent torturés par les miliciens et policiers.
Au village Millésimo, le garde champêtre Blanc aurait arrêté les frères Boughalmi et Ali Drare, qui n’étaient pourtant pas membres du comité local des AML. Les colons miliciens de la commune les auraient exécutés au milieu du village, pour l'exemple, et auraient pillé leur ferme.
Pendant toute la nuit des patrouilles de gendarmes et de soldats circulèrent dans la ville de Guelma. Des mitrailleuses furent placées à chaque carrefour.
Le sous-préfet dispose de trois compagnies de tirailleurs en formation, tous musulmans. Il consigne la troupe et fait mettre les armes sous clés. Un bataillon d'infanterie de Sidi-Bel-Abbès, convoyé par des avions prêtés par les Américains, arrive le 9 mai dans la journée pour évacuer des petits villages d'« Européens » qui sont encerclés par les émeutiers.
Achiary officialise la milice « comité de vigilance » pour mater la « révolte intérieure des Arabes ». Il déclare : « J’estime les événements assez graves pour, compte tenu de l’insuffisance de mes moyens, recourir à l’aide des hommes valides de la ville ». La milice rassembla officiellement 280 hommes. 78 miliciens disposaient d'armes de guerre et 120 hommes étaient armés de fusils de chasse.
Dans des fermes isolées des environs de Guelma , 11 Européens sont tués le 9 mai en signe de représailles par la population musulmane.

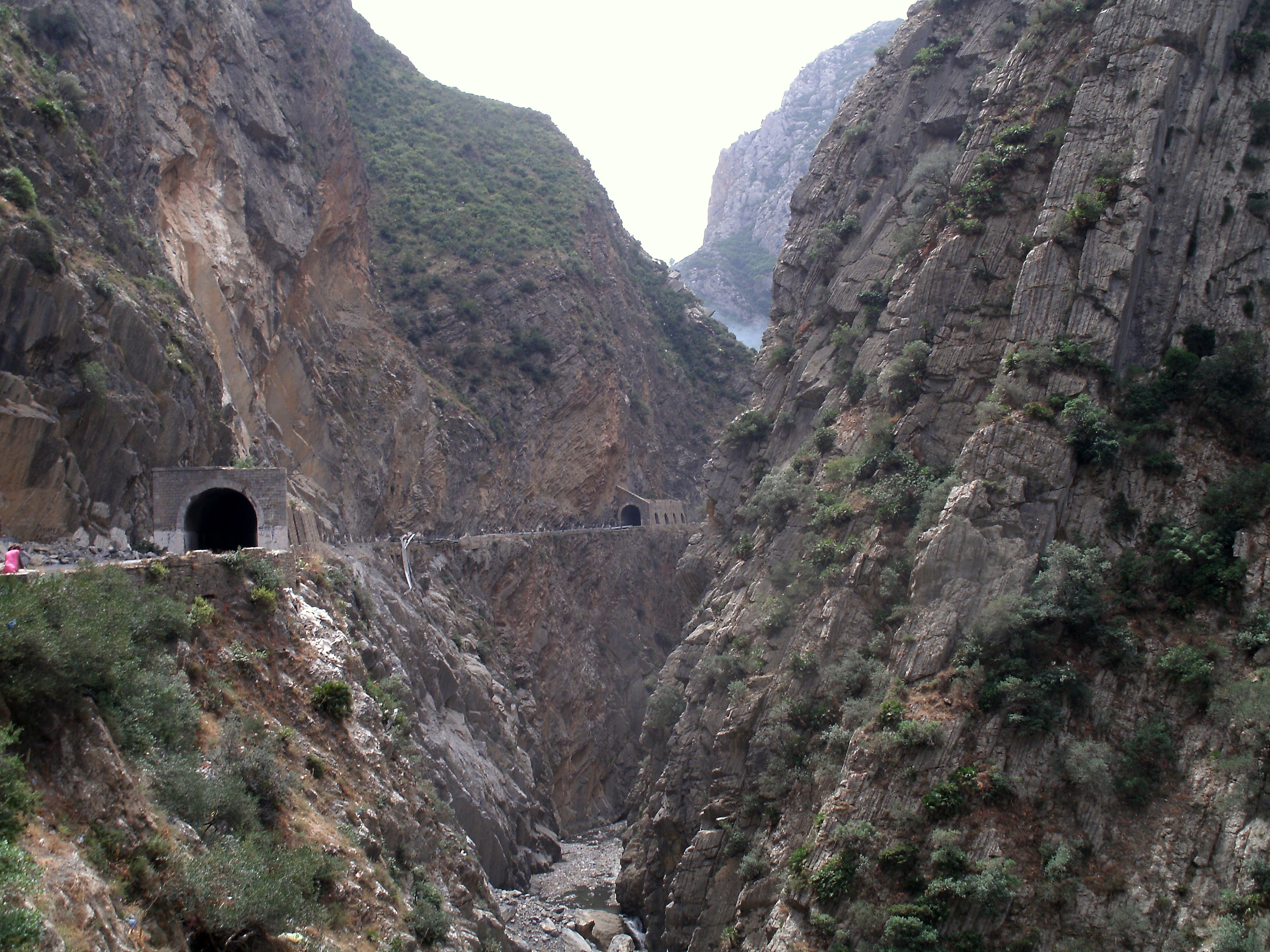
Gorges de Kherrata, ou on jetait des Algériens, par centaines, vivants ou morts, du haut des falaises.

### Le 8 mai 1945 à Kherrata
Le 8 mai 1945, jour de marché et il n'y a pas de défilé prévu pour la fin de la Seconde Guerre mondiale. Rassemblement de près de 10 000 personnes. Le lendemain vers midi, l'armée française tire sur la population de Kherrata et des villages avoisinants, suivi après par les tirs du bateau-croiseur Duguay-Trouin sur les crêtes des monts de Babor. Vers 22 h, la légion étrangère arrive à Kherrata.
La répression est massive et dure jusqu'au 24 mai,: Des centaines de personnes ont été abattues une à une avant d'être jetées mortes ou vivantes dans les ravins profonds des gorges de Kherrata.

## Victimes européennes
Le témoignage de Marcel Lavie, minotier à Héliopolis, est instructif sur l'état de panique des Européens : « Dès la fin du méchoui du 8 mai, je décide de transformer le moulin neuf pour abriter la population d'Héliopolis, et tous les colons des environs que j'ai pu joindre. Au cours de l'après-midi, je fais construire un réseau de barbelés, long de 300 mètres, électrifié sous 3 000 volts et alimenté par le groupe électrogène de la minoterie. Meurtrières percées dans les murs d'entrée, portes obstruées par des herses renversées sur six mètres de profondeur et défendues par des feux croisés. La population protégée a vécu dans ces conditions pendant un mois jusqu'à ce que l'ordre soit rétabli ».
Des violences contre les Européens se produisent dans le Constantinois, surtout dans les fermes isolées. L'historien Jean-Pierre Peyroulou indique : « La plupart furent des colons ou de petits fonctionnaires, conformément au peuplement dans les régions rurales. Ils furent souvent mutilés : égorgement, émasculation, éviscération, pieds et mains coupées. Ces meurtres, accompagnés de ces marques sur les corps, résultèrent de la révolte d’une société paysanne très pauvre et très fruste, libérant une haine raciale, religieuse et sociale longtemps accumulée, et non pas de l’expression du nationalisme. ».

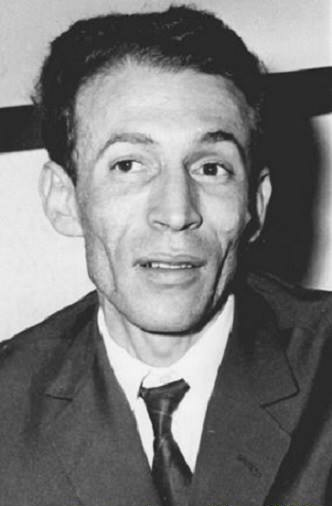
Bachir Boumaza, natif de Kherrata, ancien président de la Fondation du 8 mai 1945.

Le nombre total d'Européens tués est de 102. Parmi les victimes, on trouve des modérés du « troisième camp », tels le maire radical-socialiste de Sétif, Édouard Deluca, mortellement blessé au ventre par un ancien adjoint, ou Albert Denier, le secrétaire local du Parti communiste, qui est très grièvement blessé et devra être amputé des deux mains,,.

## Les massacres dans les jours suivants
Des émeutes identiques ont lieu dans plusieurs autres villages au nord de Sétif, où des Européens sont assassinés : Kherrata, Amouchas, Chevreul, Périgot-Ville, et El Ouricia et Sillègue. L'armée française exécute 47 Algériens d'Amoucha[réf. nécessaire], le lieu où un siècle plus tôt le général Sillègue avait combattu le dernier bey de Constantine.
Les 10 et 11 mai, le croiseur Duguay-Trouin tire à dix reprises sur la région de cap Aokas et le contre-torpilleur Le Triomphant tire plus de 800 obus sur les campagnes autour de Sétif. L'aviation bombarde et rase plus ou moins complètement plusieurs agglomérations. Une cinquantaine de « mechtas » sont incendiées. Les automitrailleuses font leur apparition dans les villages et elles tirent à distance sur les populations[réf. nécessaire].
Les blindés sont relayés par les militaires arrivés en convoi sur les lieux, à l'image d'une milice de 200 personnes qui se forme à Guelma sous l'impulsion du sous-préfet Achiary qui distribue toutes les armes disponibles, soit les 60 fusils de guerre qui équipaient les tirailleurs et se livre à une véritable chasse aux émeutiers. Pendant deux mois, l'est de l'Algérie connaît un déchaînement de folie meurtrière. De nombreux corps ne peuvent être enterrés, ils sont jetés dans les puits, dans les gorges de Kherrata[réf. nécessaire].
À Guelma, le 9 mai, le sous-préfet Achiary, et chef de la milice, établit un tribunal expéditif. La milice arrêtait les suspects comme les membres des AML (dont l'un de leurs chefs Hamida ben Mohamed Seridi), les professeurs, élèves et membres des medersas, les syndicalistes indigènes de la CGT et les membres des scouts musulmans de la troupe « Enoudjoum », qui furent tous conduits à la prison civile. Le 10 mai, huit des dirigeants AML qui étaient incarcérés furent exécutés : les frères Ouartzi Abdelmadjid et Amar, les frères Abda Ali et Smail, Messaoud Chorfi, Abdelkrim Bensouilah, Ahmed Douaouria, et Mohamed Oumerzoug qui aurait confectionné un drapeau vert avec croissant. Ils furent exécutés par la milice. Les membres du tribunal jugèrent cette exécution tout à fait légitime.
Par un télégramme daté du 11 mai 1945, le général de Gaulle, chef du gouvernement provisoire de la république française, ordonne l'intervention de l'armée sous le commandement du général Duval, qui mène une répression violente contre la population indigène. La marine y participe grâce à son artillerie, ainsi que l'aviation. Le général Duval rassemble toutes les troupes disponibles, soit deux mille hommes. Ces troupes viennent de la Légion étrangère, des tabors marocains qui se trouvaient à Oran en passe d'être démobilisés et qui protestent contre cette augmentation de service imprévue, une compagnie de réserve de tirailleurs sénégalais d'Oran, des spahis de Tunis, et les tirailleurs algériens en garnison à Sétif, Kherrata et à Guelma.
À Guelma, les musulmans étaient arrêtés en très grand nombre, il suffisait au milicien de désigner un musulman pour que celui-ci soit conduit à la prison. Comme leur nombre augmentait (125 détenus dans la prison pleine à craquer), de nouveaux locaux furent réquisitionnés : caserne, local des scouts, garage, huilerie… Ils y étaient entassés après avoir été roués de coups. Jugés hâtivement, les condamnés étaient emmenés par camions entiers vers les lieux d'exécution en dehors de la ville (Kef El Bouma, le cimetière musulman Errihane, la carrière Ain Defla). La répression, menée par l'armée et la milice de Guelma, était d'une très grande violence : exécutions sommaires, massacres de civils, bombardements de mechtas. Le 11 mai, Mohamed Reggui (propriétaire du grand hôtel d'orient et café glacier) est exécuté dans la rue devant son hôtel. Le 12 mai, les frères Seridi Ahmed et Hachemi (trésorier adjoint AML) sont exécutés. Le 13 mai, le Préfet de Constantine Lestrade-Carbonel, accompagné du général Duval, commandant de la division de Constantine, arrive à Guelma. Devant les corps des Européens tués, le préfet déclare : « Quelles que soient les bêtises que vous commettrez, je les couvrirai ! Messieurs, vengez-vous ! »[réf. nécessaire].
Le 15 mai, les 45 scouts musulmans de la troupe « Enoudjoum » sont exécutés. Le 17 mai, Hafid et Zohra Reggui (frère et sœur de Mohamed), sont exécutés. Les Algériens, dans les campagnes, se déplaçaient le long des routes et fuyaient pour se mettre à l'abri au bruit de chaque voiture. L'historien algérien Boucif Mekhaled raconte : « À Kef-El-Boumba, j’ai vu des Français faire descendre d’un camion cinq personnes les mains ligotées, les mettre sur la route, les arroser d’essence avant de les brûler vivantes ». Les cadavres des musulmans s'entassent, ils sont alors enterrés dans des charniers. Les massacres continuèrent jusqu'à ce que le ministre de l'Intérieur en France, Adrien Tixier, commence à s'intéresser aux « événements » du Constantinois. Mais les charniers posaient problème, il fallait faire disparaître les cadavres. Il fallait les déterrer des charniers trop proches de Guelma (Kef El Bouma, cimetière El Rihane, carrière Ain Defla), les transporter et les brûler dans les fours à chaux de la ferme de Marcel Lavie. Ainsi, le long des routes les travailleurs municipaux furent alors mobilisés pour des « travaux de réfection ». Les 17 camions étaient chargés avec l'aide de la gendarmerie.

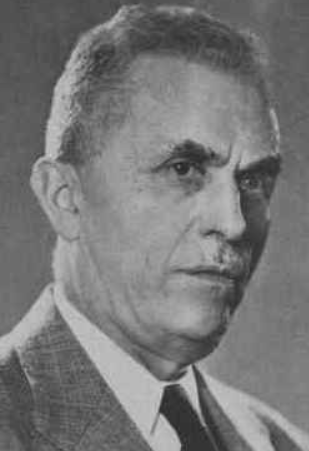
Yves Chataigneau, gouverneur général de l'Algérie (1944-1948) au moment des évènements.

C’est ainsi que le four crématoire Lavie (le four, de forme ovoïde, mesurait environ 7 m de long et 3 m de haut) est devenu à jamais tristement célèbre. Pendant 10 jours on brûlait les corps. L'odeur à la ronde était insupportable. Saci Benhamla, qui habitait à quelques centaines de mètres du four à chaux d'Héliopolis, décrit l'insupportable odeur de chair brûlée et l'incessant va-et-vient des camions venant décharger les cadavres, qui brûlaient ensuite en dégageant une fumée bleuâtre, jusqu'à l'arrivée du ministre de l'Intérieur, le 26 juin 1945, qui marqua la fin des massacres à Guelma.

## Réactions immédiates
Le 19 mai, à la demande du ministre de l'Intérieur Adrien Tixier, de Gaulle nomme le général de gendarmerie Paul Tubert, résistant, membre depuis 1943 du Comité central provisoire de la Ligue des droits de l'homme (où siègent également René Cassin, Pierre Cot, Félix Gouin et Henri Laugier), membre de l'Assemblée consultative provisoire, dans le but d'enquêter sur les évènements. Mais, pendant six jours, du 19 au 25 mai, la commission fait du sur-place à Alger. Officiellement on attendait l'un de ses membres « retenu » à Tlemcen. Dans les faits, c'est bien Tubert qui est retenu à Alger. On ne le laisse partir pour Sétif que le 25 mai, quand tout y était terminé. Et, à peine arrivé à Sétif, il est rappelé à Alger le lendemain, sur ordre du gouvernement, par le gouverneur général Chataigneau. Si bien qu’il ne peut se rendre à Guelma. Le rapport Tubert conclut de façon « incontestée » que « les manifestations du 8 mai à Sétif, avaient un caractère politique et tendaient à réclamer la libération de Messali et l’indépendance de l’Algérie », mais précise que « la Commission n’a pu que recueillir des renseignements pour la plupart non vérifiés, faute de temps ».
La répression prend fin officiellement le 22 mai. L'armée organise des cérémonies de soumission où tous les hommes doivent se prosterner devant le drapeau français et répéter en chœur : « Nous sommes des chiens et Ferhat Abbas est un chien »,. Des officiers exigent la soumission publique des derniers insurgés sur la plage des Falaises, non loin de Kherrata. Certains, après ces cérémonies, sont embarqués et assassinés.
Peu d'Européens protestent contre ces massacres. Parmi ceux qui protestent se trouve Henri Aboulker (he), médecin juif et résistant (l'un des organisateurs du putsch du 8 novembre 1942, qui a permis le succès de l'opération Torch à Alger). Il publie plusieurs articles dans le quotidien Alger républicain, réclamant certes la sanction sévère des meurtriers provocateurs qui avaient assassiné 102 Français, mais à l'issue d'une procédure légale régulière. Et surtout, il dénonce sans réserve les massacres massifs et aveugles de milliers d'Algériens innocents. Il réclame aussi la libération immédiate de Ferhat Abbas, dont tout le monde savait qu'il avait toujours cantonné son action dans le cadre de la légalité. Henri Aboulker estimait que la défense des innocents devait primer toute considération politique.
Le communiqué du gouvernement général le 10 mai illustre la manière dont les autorités de l'époque présentent ces événements :

« Des éléments troubles, d'inspiration hitlérienne, se sont livrés à Sétif à une agression armée contre la population qui fêtait la capitulation de l'Allemagne nazie. La police, aidée de l'armée, maintient l'ordre et les autorités prennent toutes décisions utiles pour assurer la sécurité et réprimer les tentatives de désordre. »

Le 12 mai, L'Humanité appelle à « châtier impitoyablement et rapidement les organisateurs de la révolte et les hommes de main qui ont dirigé l'émeute ». Le 13 et le 15 mai les événements se précisent, et L'Humanité appelle à cesser la répression, à ne pas rendre les musulmans responsables de l'ensemble des troubles et au contraire à pointer les responsabilités des hauts-fonctionnaires du gouvernement général et d'en destituer deux des membres,.
Le 11 juillet, Étienne Fajon, membre du bureau politique du Parti communiste français qui participe alors au gouvernement du général de Gaulle, déclare devant l'Assemblée consultative que « les tueries de Sétif et de Guelma sont la manifestation d'un complot fasciste qui a trouvé des agents dans les milieux nationalistes », avant d'ajouter que « le principal foyer de trahison doit être recherché parmi les seigneurs de la colonisation sur lesquels se sont appuyés Vichy et les Allemands ».
De nombreux musulmans, dirigeants politiques et militants, du Parti du peuple algérien (PPA), des Amis du manifeste et de la liberté (AML) (dont le fondateur Ferhat Abbas) et de l'association des oulémas sont arrêtés. Lorsqu'une faction ou un douar demande l'aman (« le pardon »), l'armée réclame les coupables[réf. nécessaire]. Le 28 février 1946, le rapporteur de la loi d'amnistie (qui est votée), Jean Toujas, déclare en séance : « Quatre mille cinq cents arrestations furent ainsi effectuées, quatre-vingt-dix neuf condamnations à mort dont vingt-deux ont été exécutées, soixante-quatre condamnations aux travaux forcés à temps et il y aurait encore deux mille cinq cents indigènes à juger ».

## Mémoires
Dans ses Mémoires de guerre, Charles de Gaulle, président du gouvernement à l'époque des faits, écrit en tout et pour tout :

« En Algérie, un commencement d'insurrection survenu dans le Constantinois et synchronisé avec les émeutes syriennes du mois de mai a été étouffé par le gouverneur général Chataigneau. »

Houari Boumédiène, le futur président algérien, qui a assisté à ces événements dans sa jeunesse, écrit :

« Ce jour-là, j’ai vieilli prématurément. L'adolescent que j’étais est devenu un homme. Ce jour-là, le monde a basculé. Même les ancêtres ont bougé sous terre. Et les enfants ont compris qu'il faudrait se battre les armes à la main pour devenir des hommes libres. Personne ne peut oublier ce jour-là. »

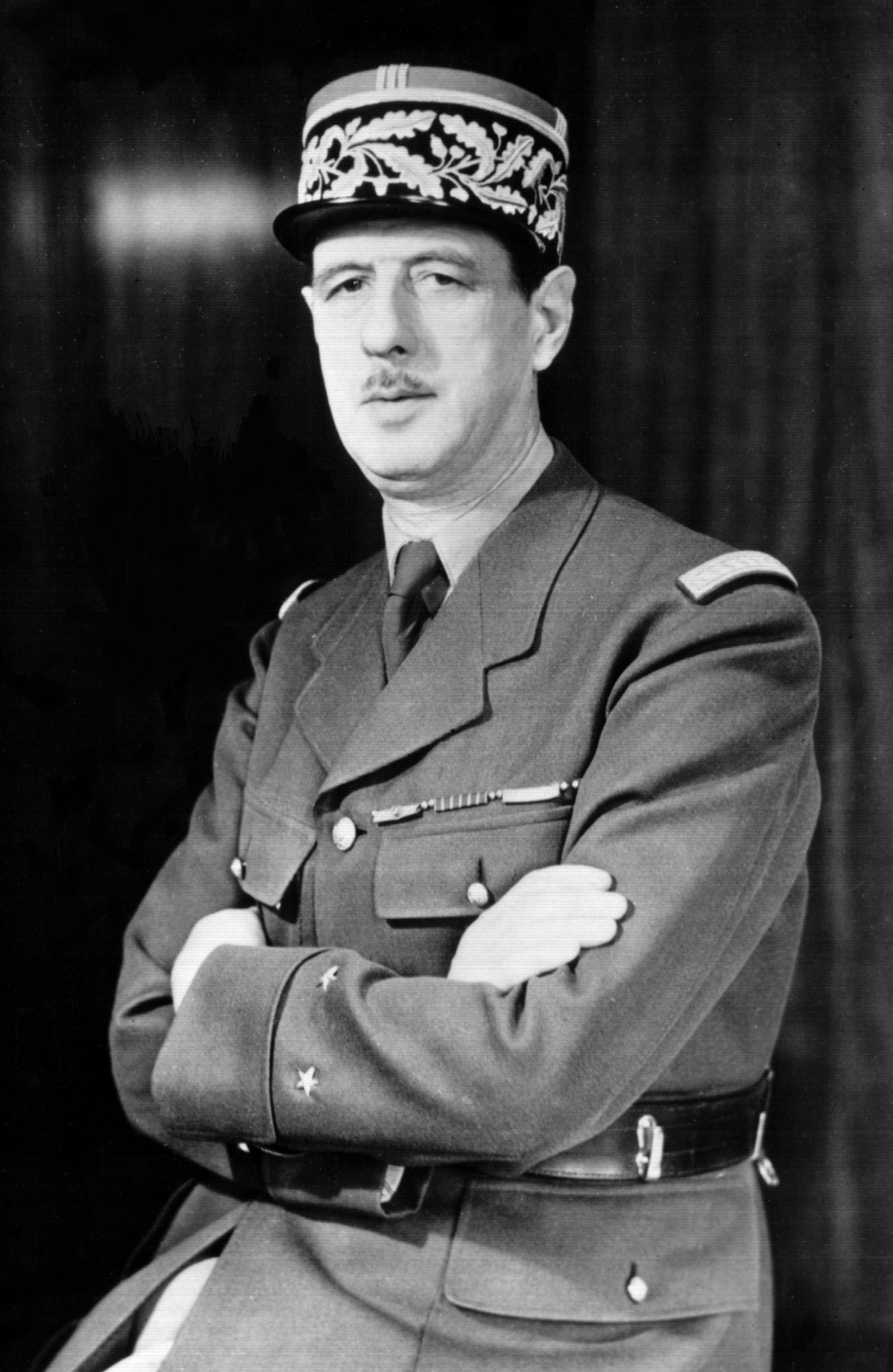
De Gaulle, chef de la France libre, consacre une ligne dans ses Mémoires de guerre aux évènements du Constantinois, qui ont fait des milliers de victimes algériennes.

Kateb Yacine, écrivain algérien, alors lycéen à Sétif, écrit :

« C’est en 1945 que mon humanitarisme fut confronté pour la première fois au plus atroce des spectacles. J’avais vingt ans. Le choc que je ressentis devant l’impitoyable boucherie qui provoqua la mort de plusieurs milliers de musulmans, je ne l’ai jamais oublié. Là se cimente mon nationalisme. »

Albert Camus dans le journal Combat des 13 au 23 mai demande qu'on applique aux Algériens (il écrit : « Le peuple arabe ») les « principes démocratiques que nous réclamons pour nous-mêmes ». Il affirme qu’il y a crise — et non de simples incidents — que « le peuple arabe existe » et qu’il « n’est pas inférieur sinon par les conditions où il se trouve ». Plus encore, il proclame que « l’Algérie est à conquérir une seconde fois ».
Ferhat Abbas, dans son testament politique, écrit en 1945 et resté inédit jusqu'en 1994, condamne « les organisateurs d’émeutes, ceux qui avaient poussé à la violence des paysans désarmés […] ceux qui tels des chiens sauvages se sont jetés sur Albert Denier, secrétaire de la section communiste, auquel un salaud sectionna les mains à coup de hache »,.

## La bataille des chiffres à propos des victimes

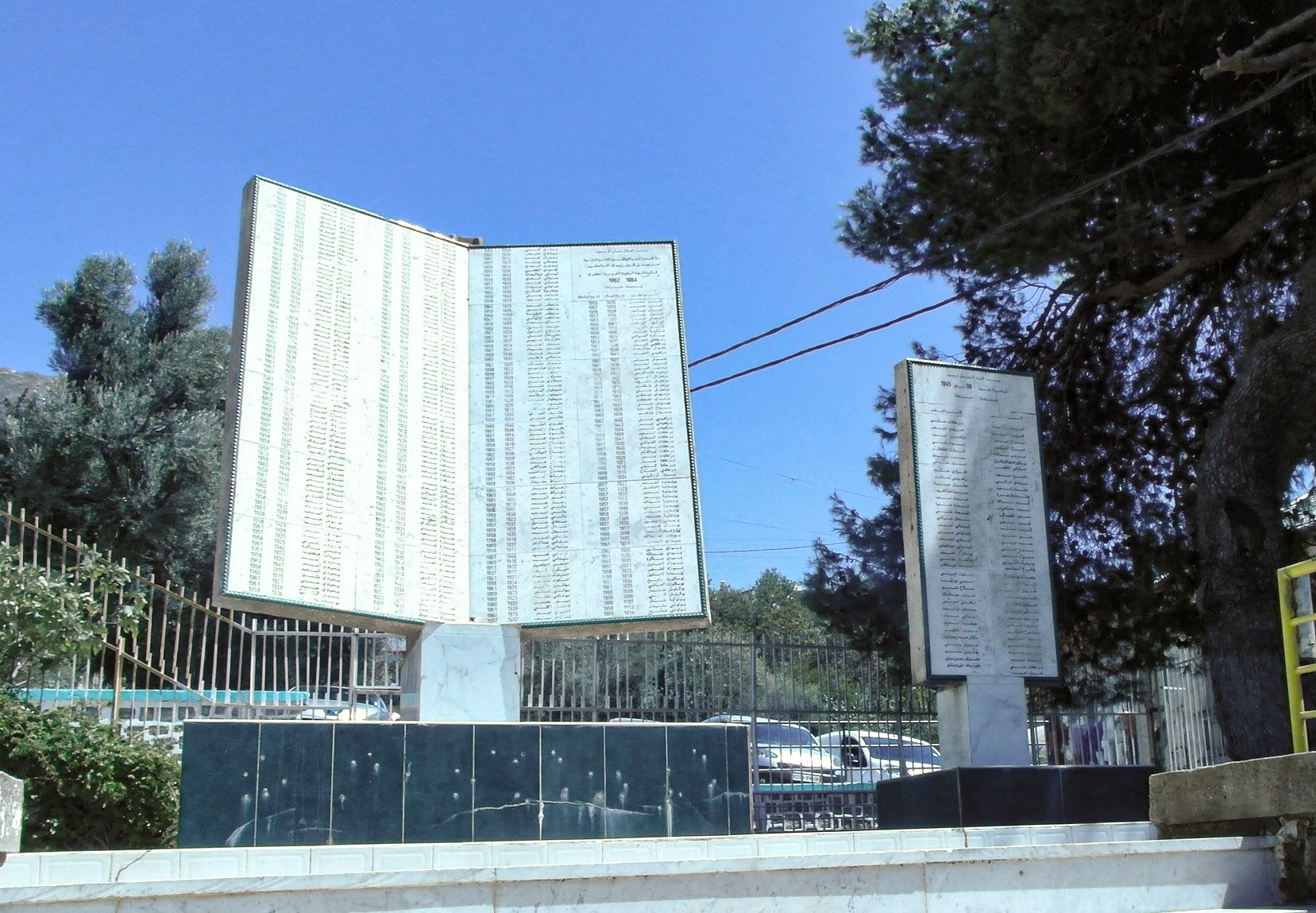
Monument érigé à la mémoire des victimes des massacres du 8 mai 1945 à Kherrata (Béjaïa).

### Estimations contemporaines
Le nombre de victimes « européennes » est à peu près admis et s'élève officiellement à 102 morts (dont 90 dans la région de Sétif) et 110 blessés (rapport officiel du général Duval, chef de la division de Constantine). Cette commission parle aussi de 900 musulmans tués par les émeutiers dans le même temps.
En revanche, le chiffre du nombre de victimes « indigènes », à la suite de la répression par les autorités publiques ou lors de campagnes de représailles privées, est actuellement source de nombreuses polémiques, notamment en Algérie où la version officielle retient le nombre de 45 000 morts.
Une enquête demandée par le gouverneur général Yves Chataigneau comparant le nombre de cartes d'alimentation avant et après les événements conclut à moins de 1 000 victimes. Le gouverneur général de l'Algérie fixa par la suite le nombre des musulmans tués à 1 165 et 14 soldats, 4 500 arrestations, 99 condamnations à la peine de mort dont 22 exécutées, chiffres qui seront pris pour officiels. Le général Duval déclarait pour la commission Tubert de 1945 que « les troupes ont pu tuer 500 à 600 indigènes », mais les militaires auraient déjà évoqué à l'époque le chiffre de 6 000 à 8 000 victimes. Habib affirme que le ministre des Affaires étrangères, Georges Bidault, aurait parlé de 20 000 tués, sans préciser sa source.
Pour Antoine Benmebarek, l'administrateur chargé de la région de Sétif lors du massacre, il s'élèverait à 2 500 morts.
Le journaliste Yves Courrière parle de 15 000 tués dans les populations musulmanes, en citant le général français Tubert dont le rapport après les massacres ne donne en réalité aucun bilan global,.
Par la suite, André Prenant, géographe spécialiste de la démographie algérienne, se rendant sur les lieux en 1948, fixe le nombre de victimes à 20 000. Le professeur Henri Aboulker (père de José Aboulker, cité précédemment), avait à l'époque estimé le bilan proche de 30 000 morts[réf. nécessaire].
Dans un rapport à ses supérieurs daté du 25 mai 1945, Edward Lawton Jr., consul général des États-Unis à Alger, affirme que quelqu'un lui a dit que le chiffre des victimes serait d'au moins 30 000. Le chiffre de 40 000 sera avancé par les milieux nationalistes, puis le gouvernement algérien qui, commémorant ces massacres chaque année, parle des « 45 000 morts des massacres de Sétif ». Récemment, Bélaïd Abdessalam, ancien Premier ministre algérien, déclarait dans El Khabar Hebdo que le chiffre de 45 000 a été choisi à des fins de propagande. Le président de la République algérienne Abdelaziz Bouteflika affirme que les massacres ont fait plusieurs dizaines de milliers de morts sans qu'on puisse en préciser le nombre exact, « même si notre histoire officielle retient le nombre de 45 000 morts ».

### Estimations récentes
Dans un entretien du Monde avec l'historien Jean-Louis Planche, le journaliste Marc-Olivier Bherer évoque « une répression féroce qui durera sept semaines et fera entre 20 000 à 30 000 morts parmi la population arabe. », rappelant les estimations de Jean-Louis Planche. Guy Pervillé, tout en saluant certains apports du livre de Jean-Louis Planche, juge l'estimation du nombre de morts proposée par l'historien basée sur un raisonnement « fragile », alors que Gilbert Meynier la juge « plausible ».
Pour l'historien Charles-Robert Ageron, les estimations de 5 000 à 6 000 morts « paraissent sérieuses ». Dans son étude qui se penche plus spécifiquement sur Guelma, l'historien Jean-Pierre Peyroulou évalue le nombre de morts pour la seule région de Guelma entre 646 et 2 000 personnes. S'efforçant dans un article de faire le bilan total des morts, Peyroulou rejoint l'estimation fournie en 1948 par le journal de Ferhat Abbas, Égalité, qui donna une évaluation comprise entre 15 000 et 20 000 morts qu'il réactualise ensuite à un chiffre compris entre 10 000 et 20 000 morts.
Selon l'historienne Annie Rey-Goldzeiguer, « la seule affirmation possible, c’est que le chiffre dépasse le centuple des pertes européennes et que reste dans les mémoires de tous, le souvenir d’un massacre qui a marqué cette génération », et l'historien Mohammed Harbi d'ajouter : « En attendant des recherches impartiales, convenons avec Annie Rey-Goldzeiguer que, pour les 102 morts européens, il y eut des milliers de morts algériens ». Pour Abbas Aroua, la magnitude et l'étendue de ces massacres les placent parmi les plus atroces de l'histoire récente.

## Conséquences
Dans un rapport ultraconfidentiel adressé au général Henry Martin commandant le 19e corps d'armée à Alger, le général Duval, chargé de la répression, écrit le 16 mai 1945 : « Je vous ai donné dix ans de paix mais tout doit changer en Algérie… L'épreuve de force des agitateurs s'est terminée par un échec complet dû essentiellement au fait que le mouvement n'a pas été simultané. L'intervention immédiate a brisé toutes les tentatives mais le calme n'est revenu qu'en surface. Depuis le 8 mai, un fossé s'est creusé entre les deux communautés. Un fait est certain : il n'est pas possible que le maintien de la souveraineté française soit exclusivement basé sur la force. Un climat d'entente doit etre établi. »,. Ces propos se vérifient puisque la guerre d'Algérie commence près de dix ans plus tard avec le mouvement simultané de la Toussaint rouge.
Cependant, selon l'historien Charles-Robert Ageron, l'idée qui consisterait à considérer que ces événements marquent le véritable début de la guerre d'Algérie, « ne peut pas être acceptée comme un constat scientifique ».
Pour de nombreux militants nationalistes comme Lakhdar Bentobbal, futur cadre du FLN, le massacre symbolise la prise de conscience que la lutte armée reste la seule solution. C'est à la suite des événements du 8 mai que Krim Belkacem, l'un des six fondateurs « historiques » du FLN, décide de partir au maquis. En 1947, le PPA crée l'Organisation spéciale (OS), une branche armée, dirigée par Aït Ahmed puis par Ben Bella.

## Reconnaissance de la responsabilité française

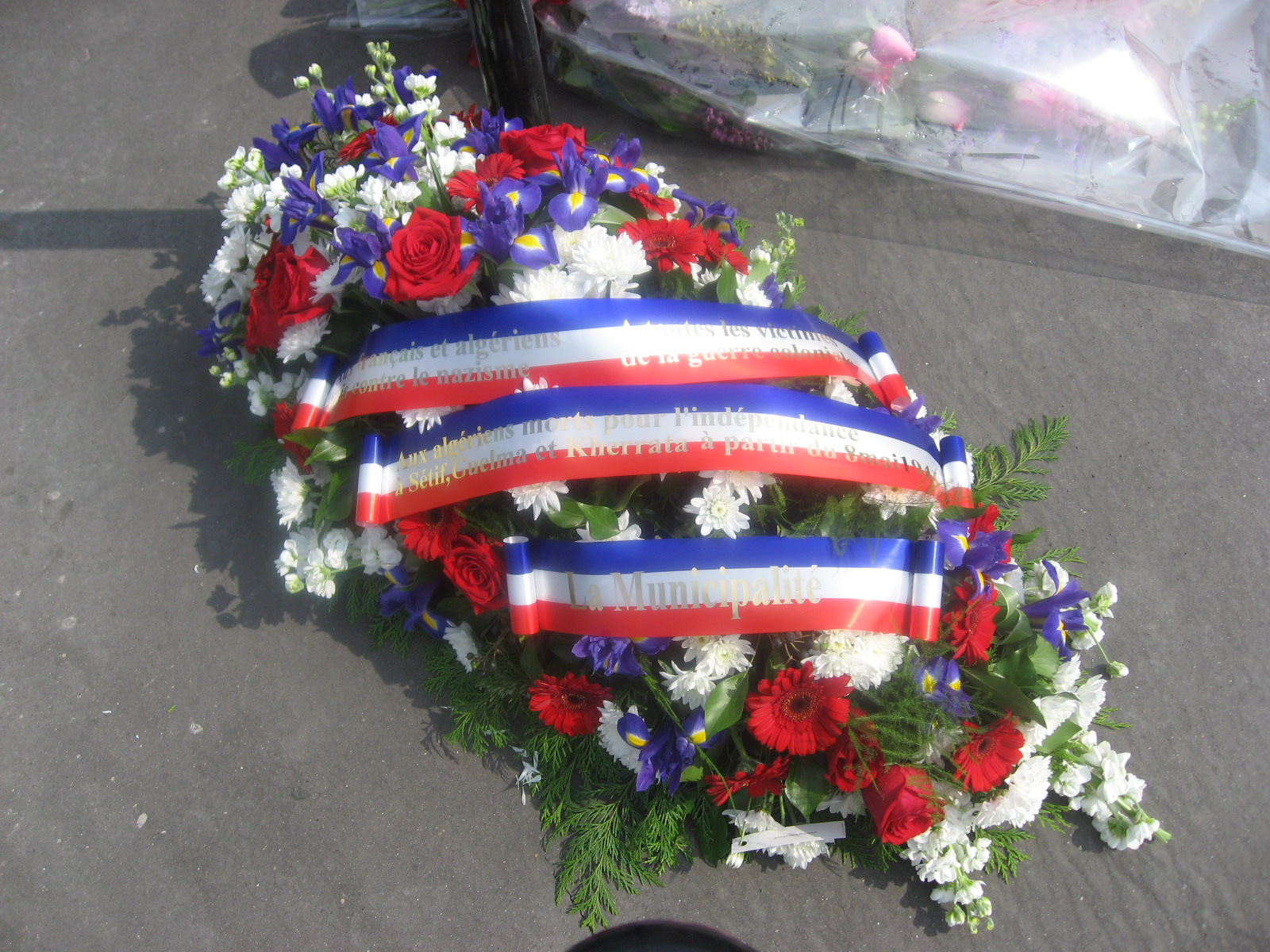
Gerbe aux couleurs du drapeau français en mémoire des victimes.

En 1946, les actualités françaises présentent les massacres de Sétif, Guelma et Kherrata comme de « regrettables incidents » relevant de l'« erreur d'un jour ». Le sujet est censuré jusqu'en 1960. Il faut attendre le 27 février 2005 pour que, lors d'une visite à l'université de Sétif, Hubert Colin de Verdière, ambassadeur de France à Alger, qualifie les « massacres du 8 mai 1945 » de « tragédie inexcusable ». Cet événement constitue la première reconnaissance officielle de sa responsabilité par la République française.
Le 27 avril 2008, son successeur, Bernard Bajolet, déclare devant les étudiants de l'université du 8 mai 1945 de Guelma qu'« aussi durs que soient les faits, la France n’entend pas, n’entend plus, les occulter. Le temps de la dénégation est terminé ». Il ajoute : « Le 8 mai 1945, alors que les Algériens fêtaient dans tout le pays, au côté des Européens, la large victoire sur le nazisme, à laquelle ils avaient pris une part, d’épouvantables massacres ont eu lieu à Sétif, Guelma et Kherrata. […] pour que nos relations soient pleinement apaisées, il faut que la mémoire soit partagée et que l’histoire soit écrite à deux, par les historiens français et algériens […]. Il faut que les tabous sautent, des deux côtés, et que les vérités révélées fassent place aux faits avérés ». Son discours est diversement reçu par la presse algérienne : L'Expression titre « Bernard Bajolet dénonce mais ne condamne pas » tandis qu'El Watan note « une évolution aussi incontestable qu'appréciable dans la tonalité du discours officiel français sur la guerre d'Algérie »,.
Une étape supplémentaire dans la reconnaissance est franchie au début de la présidence de François Hollande, qui voit s'opérer un réchauffement des relations franco-algériennes. Le 20 décembre 2012, François Hollande, alors en visite d'État à Alger, déclare devant les deux chambres du Parlement algérien réunies pour l'occasion : « Pendant 132 ans, l'Algérie a été soumise à un système profondément injuste et brutal, ce système a un nom, c'est la colonisation, et je reconnais ici les souffrances que la colonisation a infligées au peuple algérien. Parmi ces souffrances, il y a eu les massacres de Sétif, de Guelma, de Kherrata, qui, je sais, demeurent ancrés dans la conscience des Algériens, mais aussi des Français. Parce qu'à Sétif, le 8 mai 1945, le jour même où le monde triomphait de la barbarie, la France manquait à ses valeurs universelles ». Le 19 avril 2015, son secrétaire d'État aux Anciens combattants et à la Mémoire, Jean-Marc Todeschini, devient le premier membre d'un gouvernement français à assister aux commémorations des massacres. Devant le mausolée de Bouzid Saâl, le jeune scout tué le 8 mai 1945 pour avoir brandi un drapeau algérien, il dépose une gerbe de fleurs rapidement rejointe par celle de Tayeb Zitouni, ministre des Moudjahidine. S'il ne fait pas de discours, il inscrit néanmoins dans le livre d'or du musée national de Sétif : « En me rendant à Sétif, je dis la reconnaissance par la France des souffrances endurées et rends hommage aux victimes algériennes et européennes de Sétif, de Guelma et de Kheratta […] [appelant Français et Algériens] au nom de la mémoire partagée par nos deux pays […] à continuer d’avancer ensemble vers ce qui les réunit. ».
Le 8 mai 2025, des parlementaires français se déplacent en Algérie pour participer aux commémorations des massacres perpétrés par l’armée française. Pour sa part, le président Emmanuel Macron, resté en France, évoque dans un discours le droit des peuples à disposer d'eux-mêmes et mentionne à cet égard ces massacres : « En mai 1945, des violences et des massacres venaient préfigurer l’histoire. Sétif, Bejaïa, la région de Kherrata, Guelma en Algérie, en Syrie aussi ».

### Souvenir en France

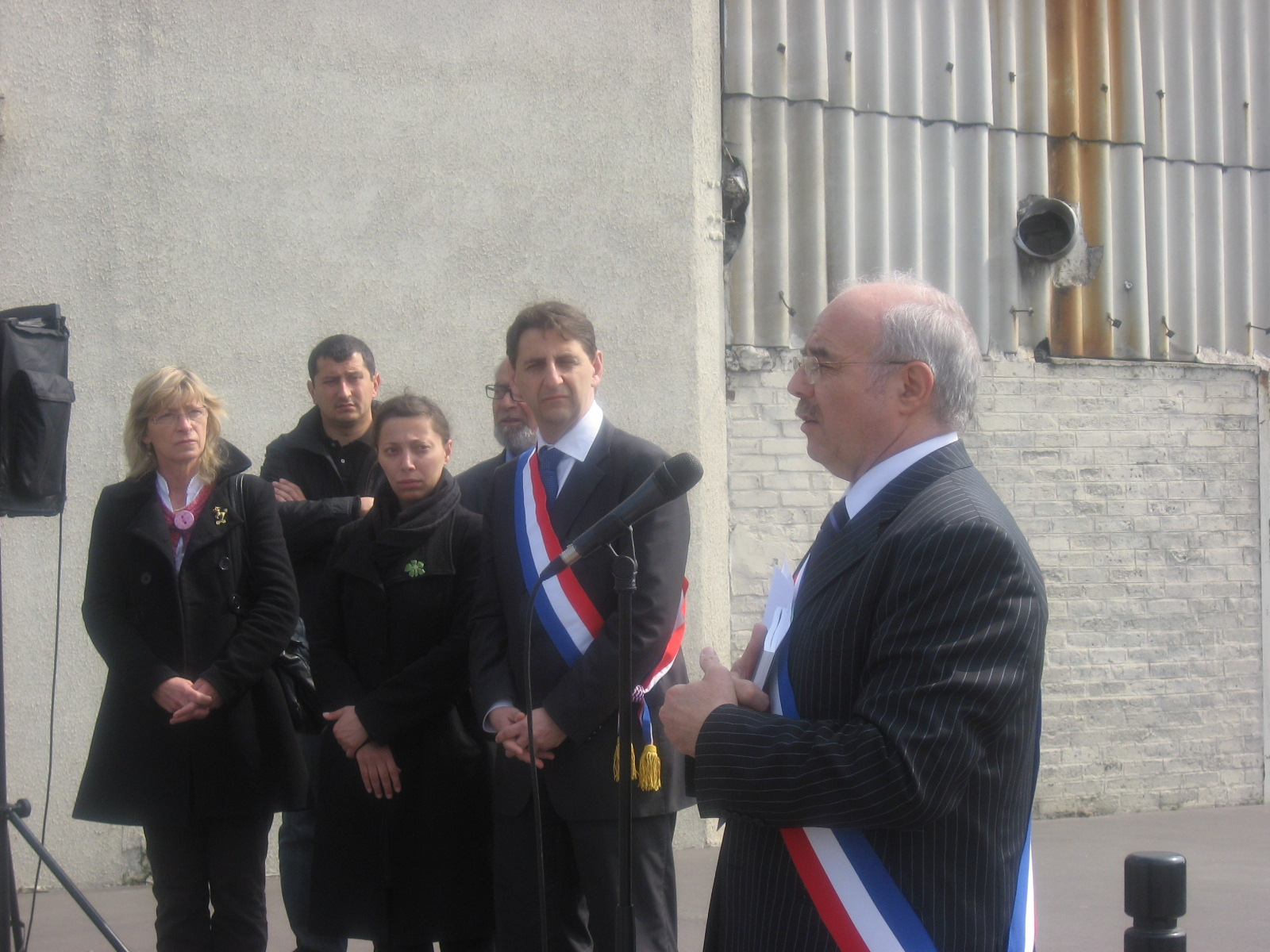
Cérémonie du souvenir à Aubervilliers en 2010, en présence du maire Jacques Salvator (au micro) et du député Daniel Goldberg (au centre).

La ville de Rennes, jumelée avec celle de Sétif depuis 1982, créée en 1988 un « square de Sétif » où chaque année, le 8 mai, un collectif d'associations dont celle du jumelage organise une commémoration.
Depuis 2008, la ville d'Aubervilliers se souvient des victimes de ces massacres dans une cérémonie qui se tient le 9 mai.
En 2009, le réalisateur franco-algérien Rachid Bouchareb tourne le film Hors-la-loi, qui évoque les événements,,. Avant même sa sortie en septembre 2010, le film est critiqué en France par des associations de pieds noirs et de harkis, certains députés et le secrétaire d'État aux Anciens combattants Hubert Falco. Il est également critiqué par certains historiens. En réaction, le ministre de la Culture Frédéric Mitterrand est interpellé à l'Assemblée nationale par le député Daniel Goldberg qui juge que l'État n'a pas à dicter une histoire officielle,.
Confrontées à la sensibilité de la communauté des rapatriés d'Algérie et de leurs descendants, il semble que les autorités françaises aient opté pour une politique des petits pas. Lors d'une visite à Alger en décembre 2012, le président François Hollande avait déclaré : « Pendant cent trente-deux ans, l’Algérie a été soumise à un système profondément injuste et brutal […] Je reconnais ici les souffrances que la colonisation a infligées au peuple algérien. Parmi ces souffrances, il y a les massacres de Sétif, Guelma et Kherrata » Il avait ajouté que « la vérité doit être dite sur la guerre d’Algérie ».

## Commémoration en Algérie
En 1975, des pièces commémoratives de 50 centimes de dinar algérien ont été frappées à l'occasion du 30e anniversaire des massacres du 8 mai 1945. Le 8 mai 2020, 75e anniversaire du début des massacres, le président algérien Abdelmadjid Tebboune décrète que le 8 mai sera désormais la « Journée nationale de la Mémoire »